# Les Gonds
Les Gonds ist eine französische Gemeinde mit 1.759 Einwohnern (Stand: 1. Januar 2022) im Département Charente-Maritime in der Region Nouvelle-Aquitaine. Sie gehört zum Arrondissement Saintes und ist Mitglied im Gemeindeverband Saintes - Grandes Rives - L’Agglo. Die Einwohner werden Gontais und Gontaises genannt.
Der Ort liegt auf dem Pilgerweg (Via Turonensis) nach Santiago de Compostela.

## Geografie

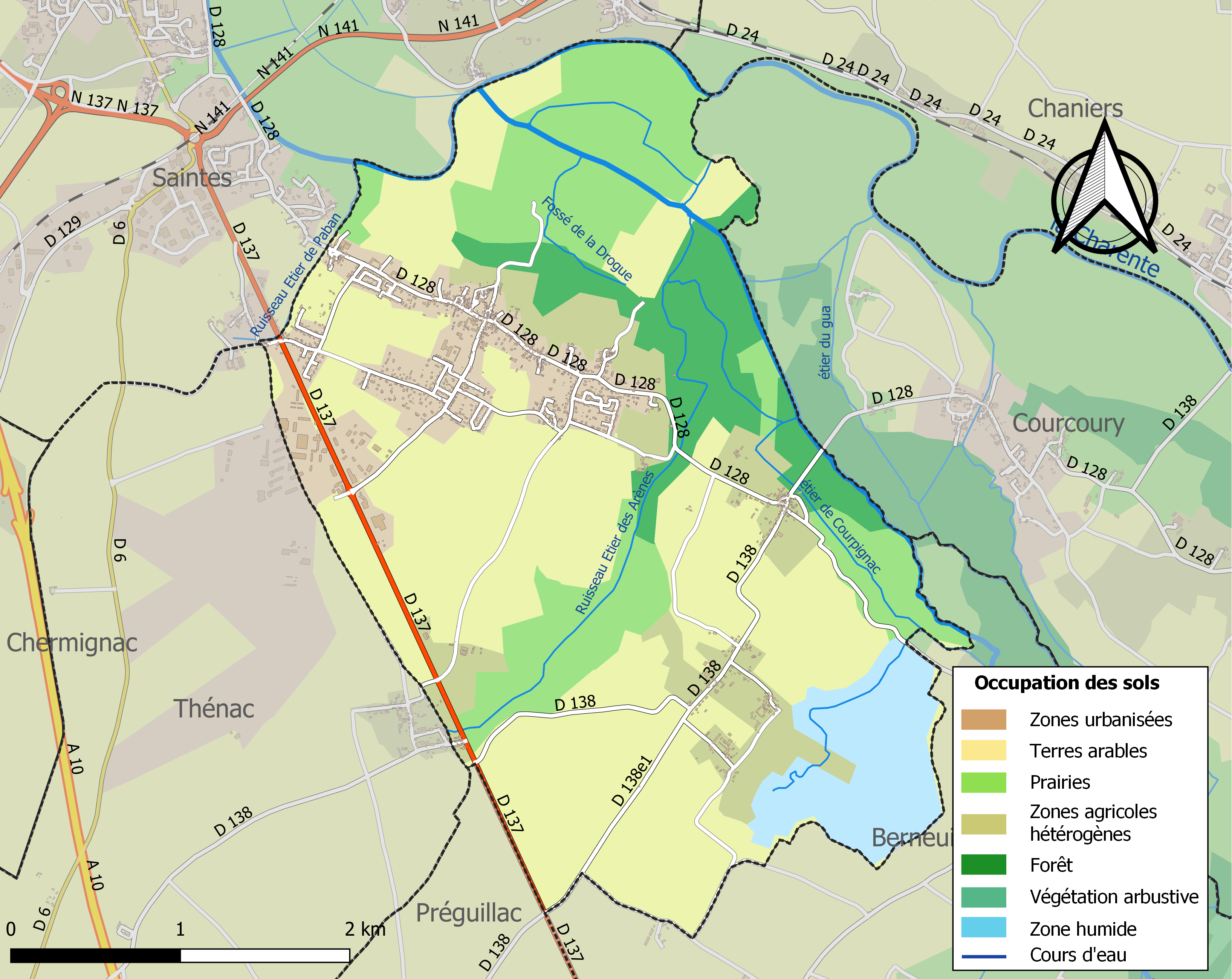
Bodennutzung, Hydrografie und Infrastruktur der Gemeinde (2018)

Les Gonds liegt in der ehemaligen Provinz Saintonge an der Charente, etwa 3,5 Kilometer südsüdöstlich von Saintes. Das Gemeindegebiet wird außer von der Charente von einem ihrer Nebenflüsse, der Seugne, entwässert, die zunächst im Osten an der Grenze zur Nachbargemeinde entlang in nordwestlicher Richtung strömt, bevor sie hier in die Charente mündet. Weitere Fließgewässer auf dem Gebiet der Gemeinde sind der Bach Étier de Paban in Nordwesten, der Bach Étier des Arènes im Zentrum und der Bach Étier de Courpignac im Osten, parallel zur Seugne verlaufend.
Das Gebiet von La Jard ist Teil des Natura 2000-Schutzgebiets „Moyenne vallée de la Charente et Seugnes et Coran“ (FR5400472), des Natura 2000-Schutzgebiets „Vallée de la Charente moyenne et Seugnes“ (FR5412005) und von vier ZNIEFF-Naturgebieten, eines davon bezüglich der Tier- und Pflanzenwelt des Sumpfgebiets Marais de l’anglade im Südosten. Fast drei Viertel der Fläche der Gemeinde werden landwirtschaftlich genutzt, etwa 10 % sind bewaldet, einen Anteil von 6,6 % hat das Sumpfgebiet.
Umgeben wird Les Gonds von den Nachbargemeinden Saintes im Nordwesten und Norden, Chaniers im Nordosten und Osten, Courcoury im Osten, Berneuil im Südosten und Süden, Préguillac im Süden sowie Thénac im Südwesten und Westen.

## Bevölkerungsentwicklung
| Jahr                       | 1962 | 1968 | 1975 | 1982 | 1990 | 1999 | 2006 | 2013 | 2020 |
| Einwohner                  | 807  | 846  | 869  | 1028 | 1129 | 1241 | 1645 | 1609 | 1793 |
| Quellen: Cassini und INSEE |      |      |      |      |      |      |      |      |      |

## Sehenswürdigkeiten
- Kirche Saint-Vivien aus dem 12. Jahrhundert
- Schloss Thérac, Neubau im Stil der Renaissance aus dem 15./16. Jahrhundert, Eingangstor seit 1997 als Monument historique eingeschrieben
- Meierhof Les Pères, errichtet zu Beginn des 17. Jahrhunderts, Fassaden und Dächer sowie die zentrale Treppe im Wohngebäude seit 1997 als Monument historique eingeschrieben
- Wegekreuze

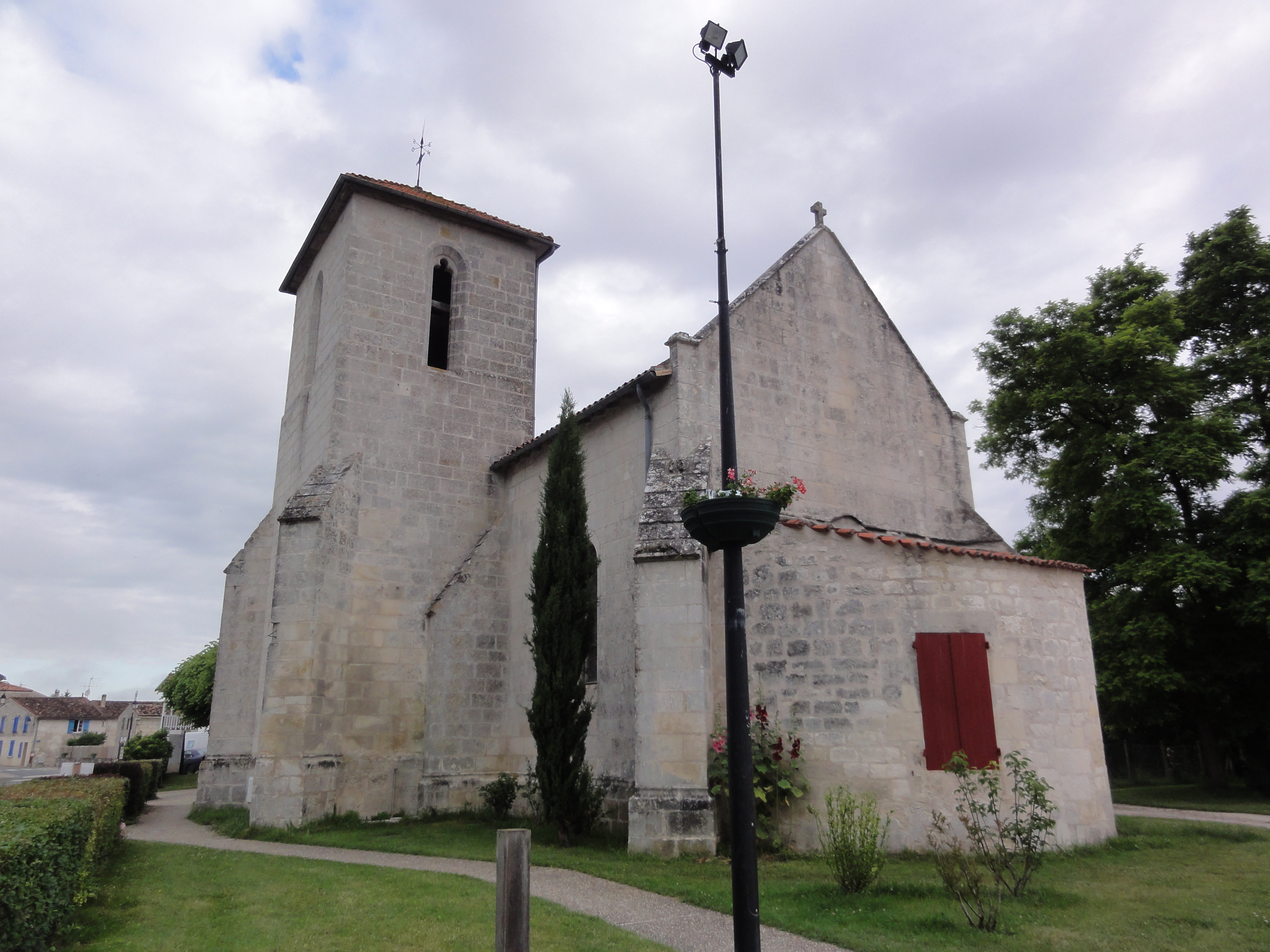
Kirche Saint-Vivien
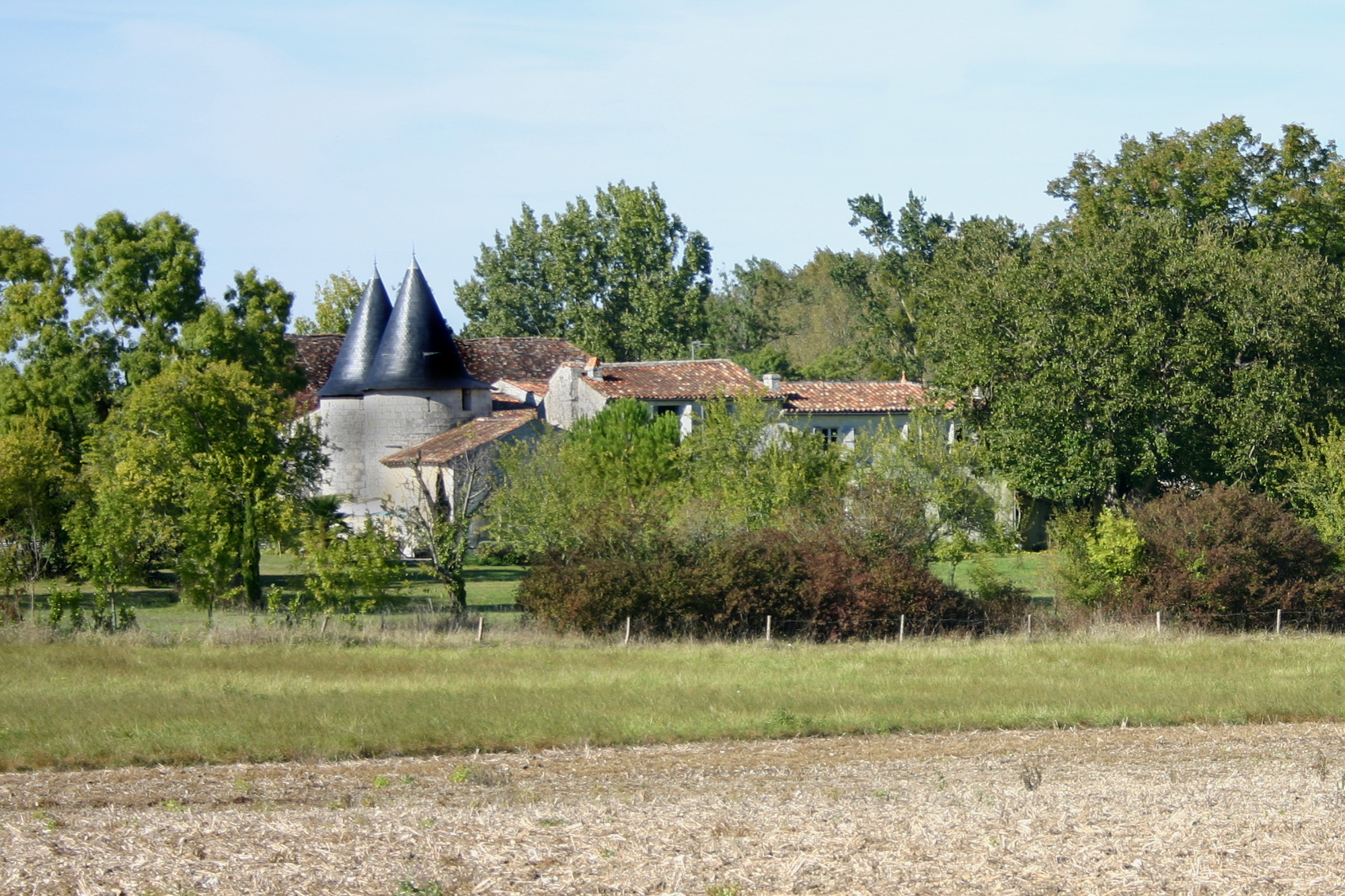
Schloss Thérac
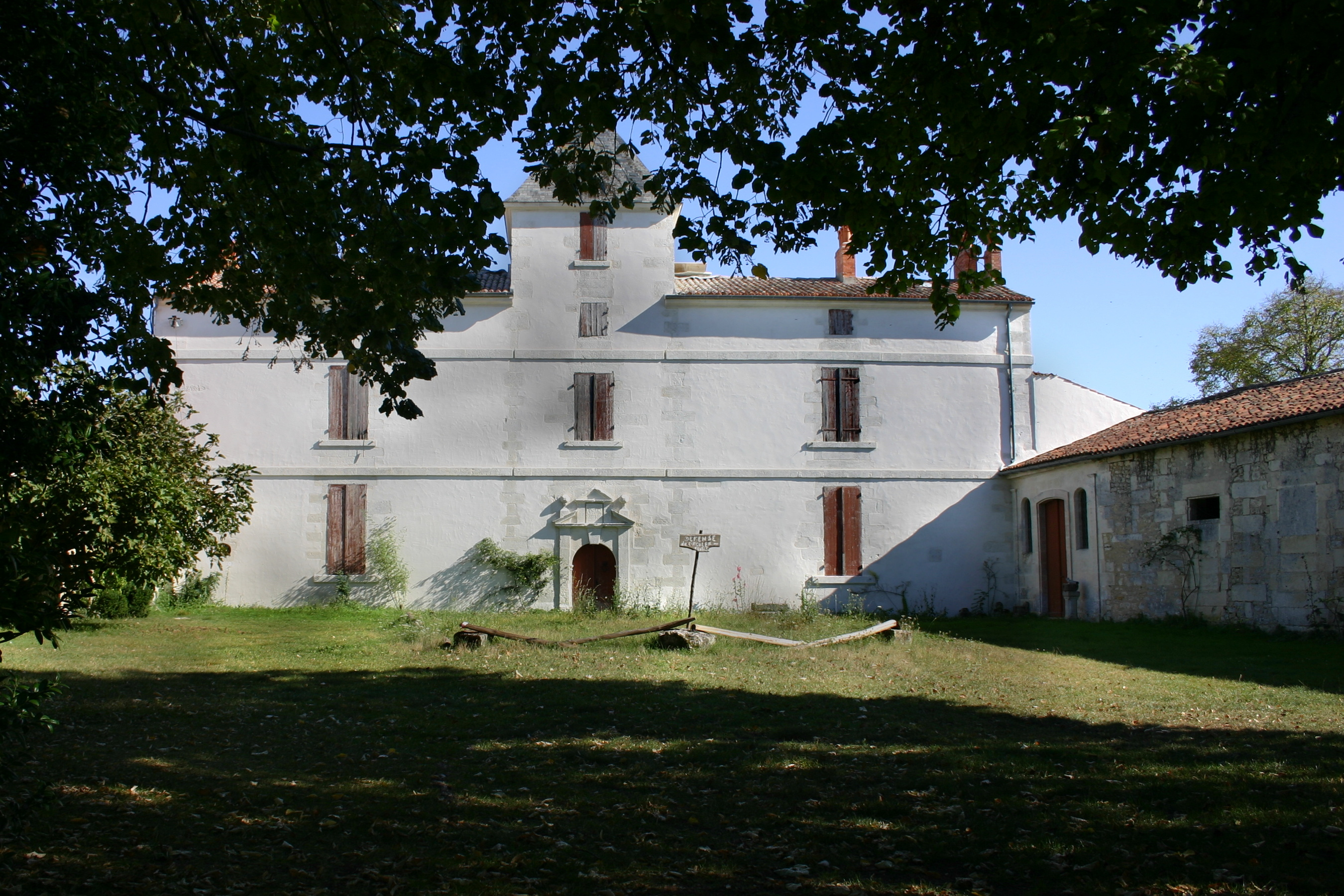
Meierhof Les Pères

## Verkehr
Die Departementsstraße 137, die ehemalige Route nationale 137, verläuft parallel zur Grenze zur Nachbargemeinde Thénac. Sie verbindet die Gemeinde mit Saintes im Nordwesten und mit Pons über Berneuil im Süden.
Busse einer Linie der regionalen Transportgesellschaft zwischen Saintes und Pons bedienen eine Haltestelle in Les Gonds.